# Haplozana melanogramma
Haplozana melanogramma är en fjärilsart som beskrevs av Antonius Johannes Theodorus Janse 1920. Haplozana melanogramma ingår i släktet Haplozana och familjen tandspinnare. Inga underarter finns listade i Catalogue of Life.